# کاکتوس خارپشتی انگلمان
 اکینوسرئوس(نام علمی: Echinocereus engelmannii) نام یک گونه از سرده اکینوکرئوس است.